# José Antonio Rodríguez Romero
José Antonio Rodríguez Romero (Guadalajara, 4 luglio 1992) è un calciatore messicano, portiere del Club Tijuana.

## Carriera

### Club
Il 24 novembre 2019 segna un gol contro il Veracruz: al 94', quando sul passivo di 2-1, dopo aver recuperato il pallone reduce da un'azione da calcio d'angolo, con le mani calcia su rinvio di piede dall'interno della propria area generando una traiettoria che scavalca il portiere avversario e gli altri difendenti, rimbalzando tre volte prima di insaccarsi a porta vuota, segnando così la rete del definitivo 3-1.

### Nazionale
Fa il suo esordio in nazionale maggiore il 7 giugno 2023, giocando il secondo tempo dell'amichevole vinta 2-0 contro il Guatemala.

## Statistiche

### Cronologia presenze e reti in nazionale
| Cronologia completa delle presenze e delle reti in nazionale ― Messico | Cronologia completa delle presenze e delle reti in nazionale ― Messico | Cronologia completa delle presenze e delle reti in nazionale ― Messico | Cronologia completa delle presenze e delle reti in nazionale ― Messico | Cronologia completa delle presenze e delle reti in nazionale ― Messico | Cronologia completa delle presenze e delle reti in nazionale ― Messico | Cronologia completa delle presenze e delle reti in nazionale ― Messico | Cronologia completa delle presenze e delle reti in nazionale ― Messico |
| Data                                                                   | Città                                                                  | In casa                                                                | Risultato                                                              | Ospiti                                                                 | Competizione                                                           | Reti                                                                   | Note                                                                   |
| ---------------------------------------------------------------------- | ---------------------------------------------------------------------- | ---------------------------------------------------------------------- | ---------------------------------------------------------------------- | ---------------------------------------------------------------------- | ---------------------------------------------------------------------- | ---------------------------------------------------------------------- | ---------------------------------------------------------------------- |
| 7-6-2023                                                               | Mazatlán                                                               | Messico                                                                | 2 – 0                                                                  | Guatemala                                                              | Amichevole                                                             | -                                                                      | 46’                                                                    |
| 16-12-2023                                                             | Los Angeles                                                            | Messico                                                                | 2 – 3                                                                  | Colombia                                                               | Amichevole                                                             | -3                                                                     | cap.                                                                   |
| Totale                                                                 |                                                                        | Presenze                                                               | 2                                                                      |                                                                        | Reti                                                                   | -3                                                                     |                                                                        |

## Palmarès

### Nazionale
- Gold Cup: 1

2023